# Davide Balletta
Davide Balletta (Berna, 6 aprile 1981) è un ex cestista e arbitro di pallacanestro svizzero.

## Palmarès
- Lega Nazionale B: 1

SAM Massagno: 2007-08